# مصطفى عبد الجليل
مصطفى محمد عبد الجليل من مدينة البيضاء (1952) رئيس المجلس الوطني الانتقالي ويعتبر رئيس مؤقت لليبيا بعد اندلاع ثورة 17 فبراير الليبية وهو ممثل مدينة البيضاء في المجلس الوطني الانتقالي.
كان عبد الجليل قاض ووزير عدل سابق في فترة حكم القذافي (أمين اللجنة الشعبية العامة للعدل)، عمل في نظام معمر القذافي لأربع سنوات من 2007 وحتى فبراير 2011. عرف عبد الجليل في وسائل الإعلام العالمية بمواقفه ضد انتهاكات حقوق الإنسان المختلفة في ليبيا. وبمحاربة الفساد وملاحقة المسؤولين عنه. ويعرف أيضًا بأنه هو من حكم على الممرضات البلغاريات في قضية الإيدز الليبية بالإعدام قبل تخفيف الحكم إلى المؤبد وثم إطلاق سراحهن. أثناء ثورة 17 فبراير، عرف عبد الجليل كرئيس للمجلس الوطني الانتقالي وكأول مسئول ليبي يستقيل من منصبه بسبب القمع الوحشي للمتظاهري.

## نشأته
ولد مصطفى محمد عبد الجليل فضيل في مدينة البيضاء الواقعة شرق ليبيا عام 1952 م، ودرس بمدارسها خلال المراحل الابتدائية والإعدادية والثانوية.
انتقل عام 1970 للدراسة في جامعة قاريونس ببنغازي، ثم عاد إلى البيضاء بعد انضمام الجامعة الإسلامية إلى الجامعة الليبية، وتخرج في قسم الشريعة والقانون بكلية اللغة العربية والدراسات الإسلامية بتقدير ممتاز عام 1975 م.

## المناصب التي تسلمها
عين عبد الجليل بعد تخرجه بثلاثة أشهر وكيل نيابة في البيضاء، ثم عين قاضيا عام 1978 م، ثم مستشارا عام 1996 م. وفي عام 2002 م تم تعيينه رئيسا لمحكمة الاستئناف، ثم رئيسا لمحكمة البيضاء عام 2006 م، قبل أن يختاره مؤتمر الشعب العام في ليبيا أمينا للجنة الشعبية العامة للعدل (وزيراً للعدل) عام 2007 م، كما كان لاعباً ورئيسا لنادي الأخضر الليبي بالبيضاء، ولعب في صفوف اللاعبين القدامى.
وبعد اندلاع ثورة 17 فبراير عام 2011 ضد نظام العقيد معمر القذافي تأسس يوم الأحد 27 فبراير 2011 م المجلس الوطني الانتقالي ليكون واجهة للثورة واختير مصطفى عبد الجليل رئيساً له يوم السبت 5 مارس 2011.

## بروزه أثناء ثورة 17 فبراير
ذاع صيت مصطفى عبد الجليل بعد أن كان أول مسؤول كبير يعلن استقالته من نظام العقيد معمر القذافي في يوم 21 فبراير عام 2011 بمدينة البيضاء، بعيد تفجر ثورة 17 فبراير عام 2011 م، محتجا على «الأوضاع الدامية واستعمال العنف المفرط» ضد المتظاهرين.
كما دخل دائرة الاهتمام الإعلامي، بشكل أكبر، بعد إعلانه في أوج أحداث الثورة الليبية عن مساع لتشكيل مجلس وطني مؤقت برئاسته تمهيدا لتشكيل حكومة تضم شخصيات مدنية وعسكرية «موثوقا بها» تسير شؤون كل «المناطق المحررة» مدة ثلاثة أشهر، على أن يتوج ذلك بانتخابات حرة ديمقراطية ونزيهة، يختار الشعب بموجبها نوابه ورئيسه بشكل ديمقراطي حر.

## تصريحاته المثيرة
كان من جملة تصريحاته المثيرة إعلانه في مقابلة له بتاريخ 23/2/2011 م نشرتها صحيفة إكسبريسين ديلي السويدية بعد اندلاع ثورة 17 فبراير عام 2011 م أنه يملك أدلة على أن معمر القذافي هو الذي أمر شخصيا بتفجير طائرة الركاب الأميركية «بان آم» فوق قرية لوكربي باسكتلندا عام 1988 م والذي أودى بحياة 270 شخصا غالبيتهم من الأميركيين فيما عرف بقضية لوكربي. وأضاف أن معمر القذافي فعل كل ما في وسعه لإعادة «عميل المخابرات السري السابق عبد الباسط المقرحي إلى ليبيا، لإخفاء دوره في إصدار الأمر بالتفجير».
كما حذر أثناء ثورة 17 فبراير عام 2011 م من أن القذافي قد يرتكب ما وصفه بـ«حماقات» كاستخدام أسلحة جرثومية ضد المتظاهرين إذا شعر بالنهاية.

## صِدام مع القذافي
رغم أنه تقلد منصب وزير العدل في عهد معمر القذافي الذي يوصف بأنه شمولي، فقد وجد لنفسه مساحة للتحرك خارج ما يريده النظام. حيث كان قد استقال احتجاجا على عدم تنفيذ أحكام القضاء واستمرار الأجهزة الأمنية في اعتقال أكثر من 300 سجين سياسي يقبعون في المعتقلات السياسية بعين زارة وسجن أبو سليم، رغم أن محاكم ليبية قضت ببراءتهم. وانتقد عبد الجليل في 16 أكتوبر/تشرين الأول 2009 م تغول جهاز الأمن الداخلي على أحكام القضاء.
وقد رفض الزعيم الليبي معمر القذافي إطلاق سراح هؤلاء السجناء ممن سماهم «إرهابيين من تنظيم القاعدة»، وتساءل ردا فيما يبدو على وزير العدل- قائلا «من يستطيع أن يضمن هؤلاء الموالين لـأيمن الظواهري وأسامة بن لادن وتنظيم القاعدة». وأشار أمام مؤتمر الشعب العام المنعقد بمدينة سرت نهاية يناير/كانون الثاني 2010 م، إلى أنه «إذا كان هناك من يضمنهم، سواء كان أمين اللجنة الشعبية العامة للعدل أو أي شخص آخر، فعليه أن يوقع على ذلك حتى يتم إطلاق سراحهم».